# Джеймс Комі
Джеймс Брайан Комі молодший (англ. James Brien Comey, Jr.; нар. 14 грудня 1960, м. Йонкерс, штат Нью-Йорк (штат)) — колишній директор Федерального бюро розслідувань (ФБР) США. На цю посаду він був призначений 30 липня 2013 Сенатом США за пропозицією президента країни Барака Обами. Звільнений Дональдом Трампом 9 травня 2017 року.

## Освіта
Після закінчення навчання в середній школі Northern Highlands Regional High School він вступив до престижного Чиказького університету і в 1985 році закінчив юридичний факультет вузу.
З 1985 року по 1987 рік Комі працював в адвокатських конторах Нью-Йорка, був помічником окружного судді. У 1987 році він поступив на роботу в прокуратуру Південного округу Нью-Йорка. Він брав участь у знаменитому «процесі Гамбіно», під час якого прокуратурі вдалося розгромити великий клан італійських мафіозі.
У період з 1996 року по 2001 рік Комі працював у прокуратурі міста Річмонда по східному округу штату Вірджинія. Він був прокурором у кримінальній справі щодо теракту проти американських військових в Саудівській Аравії («Справа про вибух житлового комплексу Хубар»). Також Комі викладав юриспруденцію в Школі права Університету Річмонда (University of Richmond School of Law).
З 2003 року по 2005 рік Джеймс Комі був заступником генерального прокурора США. Він представляв сторону обвинувачення в процесі у справі компанії Adelphia Communciations, творці якої були визнані винними у великому шахрайстві. Комі також керував проведенням великих прокурорських перевірок, одна з яких — операція «Дерев'яна монета» — закінчилася пред'явленням обвинувачення 47 діячам фінансового ринку. Їх підозрювали в організації великого валютного шахрайства.
У 2004 році Комі стали відомий своєю відмовою на вимогу адміністрації Білого дому відновити дію програми стеження за телефонами та електронною поштою громадян без санкції суду.
У 2005 році Джеймс Комі покинув прокуратуру і пішов з державної служби. Як незалежний експерт він залучався великими фінансовими компаніями, у яких були певні розбіжності з державою. З 2005 року по 2010 рік Комі був старшим віце-президентом корпорації Lockheed Martin, потім працював головним консультантом інвесткомпанії Bridgewater Associates.
З початку 2013 року, Комі — старший дослідник у Колумбійському університеті права (Columbia Law School) і член ради директорів міжнародного банку HSBC.
21 липня 2013 президент США Барак Обама запропонував кандидатуру Джеймса Комі на пост директора ФБР. 30 липня 2013 сенат США проголосував 93 голосами проти одного за затвердження Джеймса Комі новим директором Федерального бюро розслідувань. Він змінив на посту директора ФБР Роберта Мюллера, який очолював відомство протягом 12 років. 9 травня 2017 року президент Дональд Трамп несподівано звільнив Джеймса Комі.
Представляє Республіканську партію.

## Книги і публікації

### Книги українською
«Вища вірність. Правда, брехня і лідерство. Спогади директора ФБР»/ пер. з англ. Назар Старовойт. — Київ: Лабораторія, 2022, — 288 с.

## Сім'я
Джеймс Комі одружений, у нього п'ятеро дітей.